# Божественная ярость
«Божественная ярость» (кор. 사자; ром: Saja; англ. The Divine Fury) — южнокорейский фильм ужасов 2019 года режиссёра Ким Джу Хвана. Фильм был выпущен 31 июля 2019 года.

## Сюжет
Фильм «Божественная ярость» рассказывает о борьбе с демонами, по сюжету это фильм ужасов, но с элементами боевика.
Фильм начинается с истории мальчика по имени Ён Ху. Отец Ён Ху работает полицейским. Он приучает сына ходить в церковь. Из разговора становится понятно, что мать Ён Ху погибла при родах. Отец Ён Ху погибает на службе, пытаясь остановить машину, в которой сидят демоны. Сын бежит в церковь и просит священника помолиться за отца. Когда отец умирает, Ён Ху перестаёт верить бога. Через 20 лет он становится бойцом MMA. Во время поединка, он видит татуировку с крестом и в нём вскипает ярость.
После боя, по пути из США в Корею, на руке у Ён Ху появляется стигмата. Пытаясь вылечить руку и избавиться от ночных кошмаров, Йон Хё посещает девушку-шамана, которая советует ему посетить определённую церковь в Сеуле. Там Ён Ху становится свидетелем обряда экзорцизма и неожиданно выясняет, что приложенная к телу одержимого стигмата способна изгонять демонов. Ён Ху начинает помогать отцу Ану изгонять демонов. При этом герой на протяжении фильма несколько раз говорит, что не верит в Бога. Экзорцистам противостоит Чи Син, «тёмный епископ», который владеет ночным клубом в Сеуле, черпает силу из подземного колодца и способен вселять демонов, а также убивать на расстоянии с помощью тёмной магии.
В финале фильма Ён Ху встречается с Чи Сином, который превращается в подводного монстра. Во время поединка Ён Ху понимает, что против такого противника стигмата бессильна. Потеряв сознание, он встречается с отцом, который протягивает ему руку и передаёт дар. Рука Ён Ху начинает пылать голубым огнём. Ему удаётся расправиться с монстром. В финале фильма молодой священник помогавший отцу Ану при первом экзорцизме получает открытку из Ватикана от отца Ана с изображением Святого Иеронима. Отец Ан благодарит его за помощь, выражает надежду, что тот будет отличным экзорцистом. Он также посылает ему нательный крестик.

## В ролях
- Пак Со Джун — Ён Ху
- Ан Сон Ги — отец Ан
- У До Хван — Чи Син, «Тёмный епископ»
- Чхве У Сик — Отец Чхве
- Ким Си Ын — Тереза

## Производство
Съёмки фильма начались 14 августа 2018 года. Режжисер фильма Ким Чжу Хван уже работал вмесмте с актёром Пак Со Чжуном, в фильме 2017 года «Молодые Копы».